# Ишметово
Ишметово (баш. Ишмәт) — деревня в Краснокамском районе Республики Башкортостан Российской Федерации. Входит в состав Музяковского сельсовета.

## География

### Географическое положение
Расстояние до:
- районного центра (Николо-Берёзовка): 24 км,
- центра сельсовета (Музяк): 3 км,
- ближайшей ж/д станции (Амзя): 4 км.

## Население
| 2002 | 2009 | 2010 |
| ---- | ---- | ---- |
| 105  | ↗121 | ↘106 |

Национальный состав
Согласно переписи 2002 года, преобладающая национальность — марийцы (90 %).